# Diocesi di Puerto Escondido
La diocesi di Puerto Escondido (in latino: Dioecesis Portus Abditi) è una sede della Chiesa cattolica in Messico suffraganea dell'arcidiocesi di Antequera. Nel 2021 contava 538.054 battezzati su 672.568 abitanti. È retta dal vescovo Florencio Armando Colín Cruz.

## Territorio
La diocesi comprende parte dello stato messicano di Oaxaca.
Sede vescovile è la città di Puerto Escondido, dove si trova la cattedrale di Nostra Signora della Solitudine (Nuestra Señora de la Soledad).
Il territorio si estende su una superficie di 13.221 km² ed è suddiviso in 33 parrocchie.

## Storia
La diocesi è stata eretta l'8 novembre 2003 con la bolla A Deo datum di papa Giovanni Paolo II, ricavandone il territorio dall'arcidiocesi di Antequera.

## Cronotassi dei vescovi
Si omettono i periodi di sede vacante non superiori ai 2 anni o non storicamente accertati.
- Eduardo Carmona Ortega, C.O.R.C. (8 novembre 2003 - 27 giugno 2012 nominato vescovo di Parral)
- Pedro Vázquez Villalobos (31 ottobre 2012 - 10 febbraio 2018 nominato arcivescovo di Antequera)
- Florencio Armando Colín Cruz, dal 16 febbraio 2019

## Statistiche
La diocesi nel 2021 su una popolazione di 672.568 persone contava 538.054 battezzati, corrispondenti all'80,0% del totale.
| anno | popolazione | popolazione | popolazione | presbiteri | presbiteri | presbiteri | presbiteri                | diaconi | religiosi | religiosi | parrocchie |
| anno | battezzati  | totale      | %           | numero     | secolari   | regolari   | battezzati per presbitero | diaconi | uomini    | donne     | parrocchie |
| ---- | ----------- | ----------- | ----------- | ---------- | ---------- | ---------- | ------------------------- | ------- | --------- | --------- | ---------- |
| 2003 | 423.000     | 470.000     | 90,0        | 30         | 26         | 4          | 14.100                    |         | 4         | 22        | 28         |
| 2004 | 423.000     | 470.000     | 90,0        | 30         | 26         | 4          | 14.100                    |         | 4         | 22        | 28         |
| 2012 | 454.000     | 500.000     | 90,8        | 46         | 38         | 8          | 9.869                     |         | 8         | 56        | 29         |
| 2013 | 483.000     | 575.000     | 84,0        | 49         | 41         | 8          | 9.857                     |         | 8         | 55        | 29         |
| 2016 | 486.415     | 560.448     | 86,8        | 44         | 34         | 10         | 11.054                    |         | 10        | 48        | 30         |
| 2019 | 507.697     | 599.850     | 84,6        | 47         | 38         | 9          | 10.802                    |         | 20        | 43        | 30         |
| 2021 | 538.054     | 672.568     | 80,0        | 52         | 43         | 9          | 10.347                    |         | 20        | 35        | 33         |